# La otra sentimentalidad

La otra sentimentalidad (en français : « L'autre sentimentalité ») ou La nueva sentimentalidad (en français : « La nouvelle sentimentalité ») ou La literatura de la experiencia (en français : « La littérature de l'expérience ») est un concept poétique né à Grenade en Espagne, en 1983 et créé par trois poètes : Luis García Montero, Javier Egea (es) et Álvaro Salvador (es).
Au début des années 1980, un groupe de jeunes poètes grenadins créent l'appellation « otra sentimentalidad » pour faire connaître une alternative poétique basée sur la conception radicalement historique des sentiments et du caractère idéologique de la littérature.

## Histoire

### Son apparition

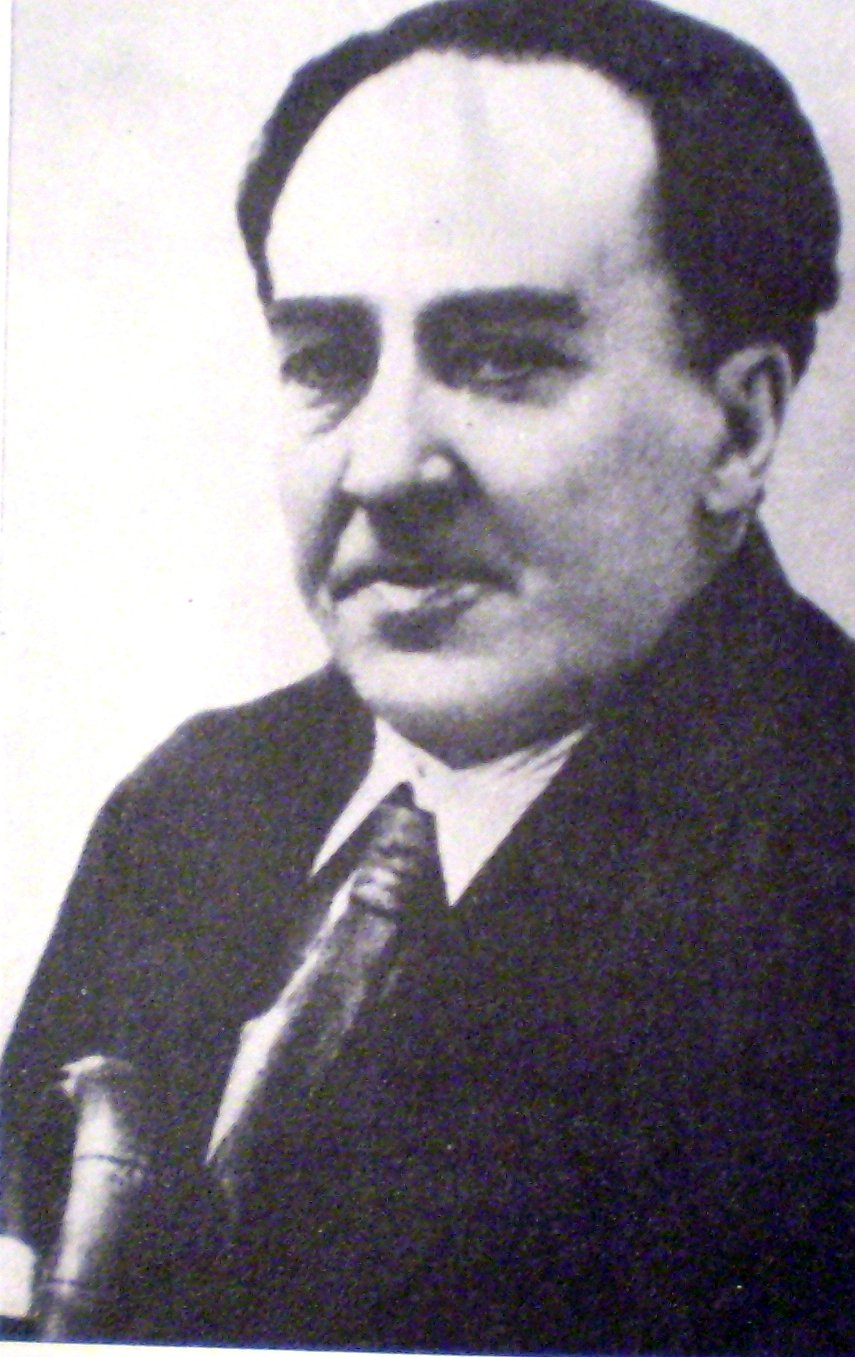
Antonio Machado en 1968.

Alors que la poésie espagnole des années 1960 et 1970 commençait à battre de l'aile et que le début des années 1980 était une époque relativement creuse de la poésie espagnole selon eux, un groupe de jeunes écrivains chercha à inventer un nouveau modèle de poésie, plus léger, plus abordable — une poésie sans artifices grandiloquents et plus démocratique. 
Le 8 janvier 1983 apparut alors dans le journal El País un manifeste poétique signé par trois poètes grenadins. Ces poètes se basèrent sur les théories du personnage philosophique d'Antonio Machado, Juan de Mairena, qui soutenait que pour arriver à une nouvelle poésie en accord avec leur époque, une nouvelle sentimentalité était nécessaire. Sous ce postulat et suivant les indications théoriques et les préceptes marxistes du professeur universitaire Juan Carlos Rodríguez Gómez, les indications poétiques de Jaime Gil de Biedma et l'enseignement poétique de Rafael Alberti, ils n'hésitèrent pas à lancer un manifeste, quelque chose de peu habituel à l'époque, où ils soutenaient le besoin de créer une nouvelle sentimentalité, de chercher une nouvelle forme de sentir — une sentimentalité autre — d'où le nom.
Le groupe grenadin avait non seulement rédigé et signé le manifeste, mais ils l'accompagnèrent de poèmes (comme Paseo de los Tristes).
Plusieurs poètes partageaient alors leurs idées, tels que Inmaculada Mengíbar, Aurora Luque (es), Ángeles Mora.

### Influence politique et polémiques
Pendant ce temps-là, un nouveau gouvernement (P.S.O.E. — Parti socialiste ouvrier espagnol) prenait le pouvoir et décidait d'investir dans la culture, en se chargeant d'administrer les subventions, les prix, les apparitions à la télévision, etc., de manière très partisane. S'ensuivit alors une scission dans la littérature contemporaine espagnole. D'une part étaient ceux qui ne s'intégraient pas à ce mouvement et étaient alors marginalisés ; de l'autre étaient les auteurs de la Nueva sentimentalidad, certains critiques littéraires (parmi eux José Luis García Martín ou Miguel García Posada), ainsi que d'autres écrivains madrilènes tels que Luis Antonio de Villena ou Andrés Trapiello, qui suivaient la ligne officielle. Ils se regroupèrent alors autour de la poésie ou « littérature de l'expérience », et en reçurent les bénéfices. En effet, plusieurs publications, telles que Olvidos de Granada,, La Fábrica del Sur (aujourd'hui disparue) ou encore Hélices et la collection Maillot Amarillo — toutes de Grenade — furent financées par de l'argent public et étaient particulièrement hermétiques à quiconque n'adhérait pas officiellement au mouvement.
Pourtant à l'opposé de ces courants officiels, le groupe poétique Ánade accueille en ses rangs les poètes de la génération novísimos Juan Jesús León (es) et Enrique Morón (es), qui le renforcèrent et lui donnèrent sa forme définitive.
Les premières confrontations entre la poésie officielle et les auteurs de Ánade ne tardèrent pas à se produire avec une première polémique, par journaux interposés, entre Francisco Bejarano (es) et Antonio Enrique (es), qui défendait l'attaque subie par Luis Rosales. L'opposition s'étendit alors jusque chez les plus jeunes, puisque Juan Bonilla et José Rosales Mateos qui représentaient la poésie de l'expérience au travers du supplément culturel Citas du journal Diario de Jerez, défiaient José Lupiáñez (es) et Fernando de Villena (es), représentants du groupe Ánade au travers du supplément culturel Azúl du journal Diario del Guadalete.
Au début des années 1990, du fait du grand nombre d'adeptes et de l'appui de la critique officielle et du gouvernement, la littérature de l'expérience devint hégémonique.
Mais c'est alors qu'apparut la littérature de la Différence. Beaucoup des auteurs qui furent marginalisés par le courant dominant se réunirent, d'abord à Madrid, dans le café Libertad de Madrid, puis dans Posada del Potro de Cordoue, et enfin dans l'Ateneo de Sevilla à Séville, pour protester contre la littérature officielle.
Tandis que les poètes de la Différence s'exprimaient au travers de médias locaux — le supplément culturel Los Cuadernos del Sur du journal Diario Córdoba (dirigé par Antonio Rodríguez Jiménez) et El Papel literario du journal Diario Málaga Costa del Sol (lui-même dirigé par Pedro José Vizoso, José García Pérez et Antonio Romero Márquez) — ceux du courant officiel le faisaient via l'ABC, El Mundo ou El País, de diffusion nationale.
Une période de « guerre froide » eut alors lieu. Les poètes officiels choisirent le silence comme réponse, tandis que leurs opposants tentaient de s'organiser.
Ainsi eurent lieu plusieurs actes et congrès à Grenade et Valence, appelés à consolider la poésie de la Différence, mais curieusement, ceux-ci furent le berceau de sa dissolution.
À Grenade, Antonio Enrique et Gregorio Morales créèrent le Salón de Independientes en 1994 afin d'exiger un plus grand « nettoyage » dans le domaine de la culture espagnole, trop contrôlée à leur goût par les institutions.
Gregorio Morales et Luis García Montero, l'un des écrivains les plus prolifiques du mouvement officiel, entretinrent une nouvelle polémique acharnée dans les colonnes du journal Ideal de Grenade.
L'arrivée du parti de l'opposition au pouvoir (P.P. — Parti Populaire, de droite) n'y changea rien, plus par manque de projet culturel que d'appui clair à la poésie de l'expérience, et malgré quelques œuvres importantes (comme Elogio de la diferencia, ... y el Sur ou De lo imposible a lo verdadero, et face aux dizaines d'anthologies publiées par le mouvement de l'Expérience, le mouvement de la Différence perdit peu à peu de son influence et finit par céder, même si les poètes du groupe Ánade restèrent soudés et reprirent leurs activités normales.

### Expansion et actualité
Cependant, les poètes de la otra sentimentalidad contribuèrent à faire de la poésie un art accepté par les masses et la poésie de l'expérience (voir chapitre « Concept poétique ») fut un succès populaire, du fait que quiconque pouvait s'y essayer.
Au début, le concept d'« autre sentimentalité » resta à un niveau local, mais le nombre de poètes qui en acquirent les postulats ayant augmenté, le terme amplifia également et finit par s'intégrer dans la « poésie de l'expérience », comme expliqué précédemment. En effet, il y eut d'autres poètes que les Grenadins, comme les Galiciens (Ramiro Fonte), les Catalans (Joan Margarit i Consarnau), les Valenciens (Vicente Gallego, Carlos Marzal (es)), les Gaditans (Felipe Benítez Reyes (es)) ou les Madrilènes (Benjamín Prado (es)), pour devenir un phénomène de grande ampleur.
Mais la poésie sociale fut reléguée à un second plan et la base mythique de la poésie espagnole disparaissait. C'est ainsi que les poètes de l'époque réagirent, que leur hiérarchie fut bouleversée, et que le mouvement de l'autre sentimentalité fut décrié (voir chapitre « Influence politique et polémiques »).
Dans l'actualité, ce concept d'« autre sentimentalité » a pratiquement disparu, mais les quelques poètes toujours vivants continuent, d'une forme ou d'une autre, à être fidèles à leurs postulats théoriques initiaux. 
Luis García Montero, reste un des poètes de plus grande renommée et aujourd'hui encore continue à publier des poèmes et des études littéraires. Álvaro Salvador est un professeur de littérature hispano-américaine à l'Université de Grenade et continue de publier, quoique peu. 
Javier Egea eut la trajectoire poétique la moins connue et d'une qualité non encore reconnue.

## Concept poétique
Le concept principal se basait sur ceux de l'histoire et de la réflexion morale. La poésie serait le résultat d'un processus de réflexion morale, de recherche, mais elle serait aussi le produit d'un sujet qui écrit à un moment déterminé de l'histoire. Le terme qui explique au mieux ce concept est celui d'« historicité radicale », un concept forgé par Juan Carlos Rodríguez et qui revient à dire que la littérature est un produit du sujet, lequel n'est autre qu'un produit de l'histoire. On retrouve ici les idées marxistes de Louis Althusser et des psychanalystes tels que Sigmund Freud.
Selon Fernando Pessoa, la poésie serait écrite par un poète, soit un « feinteur ». La poésie serait une fiction, un mensonge. Elle s'éloignerait de la conception romantique de la poésie comme expression fidèle des sentiments et des états d'âme du poète. Cette conception fut soutenue par l'enseignement des poètes Jaime Gil de Biedma et Rafael Alberti. Gil de Biedma fut le premier qui, sans le vouloir, répandit un terme fondamental dans la poésie espagnole : la « poésie de l'expérience » ; il fit la promotion d'un livre de Robert Langbaum (en) qui portait ce titre et qui faisait référence au monologue intérieur dans la poésie anglo-saxonne. Ce terme s’étendit et dériva finalement de son sens original. La nouvelle sentimentalité finit par intégrer cette poésie de l'expérience, une poésie travaillée par des poètes de toutes les générations espagnoles ; mais c'est Gabriel Ferrater qui lui donna le plus de signification.

### L'origine britannique

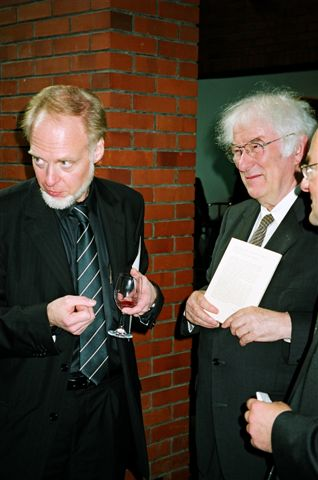
Seamus Heaney (à droite) en compagnie d'Antoni Milosz, en 2004.

Ce courant, cependant, n'était pas complètement original. En effet, dans les années 1950, dans une Grande-Bretagne d'après-guerre endettée et hésitante, naquit un mouvement poétique appelé sobrement The Movement (en), inspiré en premier lieu par Robert Graves, mais dont le fer de lance était Philip Larkin. Ce mouvement prétendait, en premier lieu, réagir contre la poésie intellectuelle de T. S. Eliot et consorts. C'est ainsi qu'il s'était proposé de ne jamais rejeter la logique et la rationalité humaine dans ce contexte gris, et d'utiliser la poésie comme une arme pour mieux se confronter au monde et situer l'identité propre et collective (et pour cela, elle devait être plus accessible) dans une juste mesure. L'autodérision (en dissociant sagement leur moi poétique de leur moi réel), l'ironie sur les faibles certitudes du monde étaient caractéristiques de ce mouvement tandis que l'auto-contemplation n'était qu'occasionnelle. 
Mais alors que The Movement fut rapidement contrôlé par une nouvelle génération de grands poètes tels que l'irlandais Seamus Heaney et l'anglais Ted Hughes, qui montra son mépris pour la conscience humaine et pour la rationalité académique au travers de son insistance dans le paysage et l'animal (éléments également présents chez Heaney) et en utilisant abondamment le mythe qu'avait justement rejeté Larkin, Luis García Montero, Javier Egea et Álvaro Salvador adoptèrent ce mouvement comme devant être le nouveau mouvement poétique espagnol des années 1980, en faisant fi des limitations entrevues en Grande-Bretagne et en confondant certains concepts : ils voulaient banaliser et vulgariser le thème poétique tandis que Larkin voulait juste le rendre plus accessible ; ils transformèrent l’auto-contemplation britannique en auto-complaisance ibérique, notamment en n'utilisant pratiquement pas l'auto-ironie et l'autodérision, essentielles à l'auto-contemplation.